# Micropoésie
Une micropoésie est une forme de poésie très courte, elle s'inspire notamment parfois des haïku ou tanka japonais et est principalement développée sur les systèmes de microblogging.
Elle est généralement limitée à quelques centaines de caractères ou une vingtaine de mot du fait des limites de certaines plates-formes de microblog.
Plusieurs poètes utilisent les médias sociaux comme Twitter et Instagram pour s'exprimer avec ces courts textes, par exemple Thomas Vinau en France, Danez Smith (en) aux États-Unis et Luna Miguel (es) en Espagne.
Provoq'émois, Les éditions augmentées ont une vision différente de la Micropoésie. L'idée étant de dire, de multiplier les sens en un minimum de mots.Micropoésie: "Je suis, rêveur."